# Rhyacia alexandra
Rhyacia alexandra là một loài bướm đêm trong họ Noctuidae.